# Stolnica v Turkuju
Stolnica v Turkuju (finsko Turun tuomiokirkko, švedsko Åbo domkyrka) je edina srednjeveška bazilika na Finskem in matična cerkev Evangeličansko-luteranske cerkve Finske. Je osrednja cerkev luteranske nadškofije Turku in sedež finskega luteranskega nadškofa Tapia Luome. Velja tudi za enega največjih zapisov finske arhitekturne zgodovine.
Stolnica, ki velja za najpomembnejšo versko stavbo na Finskem, je priča številnim pomembnim dogodkom v zgodovini države in je postala eden najbolj prepoznavnih simbolov mesta. Stoji v središču mesta Turku poleg starega velikega trga ob reki Aura. Njena prisotnost sega izven lokalnega okolja, saj se zvok njegovih zvonov opoldne predvaja na nacionalnem radiu. Prav tako je osrednjega pomena za finska letna božična praznovanja.
Stolnica je bila prvotno zgrajena iz lesa v poznem 13. stoletju in je bila posvečena kot glavna stolnica Finske leta 1300, sedež katoliškega škofa v Turkuju. V 14. in 15. stoletju se je močno razširil, pri čemer je kot gradbeni material uporabljal predvsem kamen. Močno je bila poškodovana med velikim požarom v Turkuju leta 1827 in je bila kasneje v veliki meri obnovljena.

## Zgodovina
Ko se je mesto Turku v 13. stoletju začelo pojavljati kot najpomembnejše trgovsko središče na Finskem, je bil škofovski sedež finske škofije prenesen s prejšnje lokacije v Koroinenu, nekoliko višje na bregu rekr Aure, do sredine mesta. Do konca 13. stoletja je bila na mestu nekdanje lesene župnijske cerkve na gomili Unikankare dokončana nova kamnita cerkev, ki je bila leta 1300 posvečena kot stolna cerkev Blažene Device Marije in svetega Henrika, prvi finski škof.
Prvotno je bila stolnica manjša od sedanje stavbe. Njeno vzhodno pročelje je bilo tam, kjer zdaj stoji prižnica, njena streha pa je bila precej nižja kot zdaj. Skozi srednji vek so stolnico dozidavali. Ena najbolj znanih lobanjskih relikvij v stolnici je iz tega obdobja. V 14. stoletju je bil dodan nov kor, iz katerega izvirajo osmerokotni gotski stebri v sedanjem koru. Ves srednji vek je bil veliki oltar nasproti skrajnih vzhodnih stebrov ladje, dokler ni bil sredi 17. stoletja prenesen na današnjo lokacijo v apsido, v nekdanjo kapelo Vseh svetnikov.
V 15. stoletju so ob severni in južni strani ladje dodali stranski kapeli z oltarji, posvečenimi različnim svetnikom. Eden od njih je grobnica z relikviarijem škofa Hemminga iz Turkuja (1290–1366), ki se je ohranila iz srednjeveškega obdobja. Bil je 12. škof v Turkuju, ki je umrl leta 1366. Škof Hemming je bil pomemben dobrotnik stolnice v Turkuju, saj je nadzoroval velike obnove v 14. stoletju. Bil je tudi tesen prijatelj svete Birgite Švedske. Po smrti je bil prvotno pokopan v koru stolnice v Turkuju. Toda leta 1514 so njegove posmrtne ostanke premestili v nišo v severni ladji cerkve, saj ga je papež Leon X. priznal za blaženega in tako so njegovi posmrtni ostanki pridobili nov status relikviarija. Posoda za relikviarij je lesena skrinja, okrašena v slogu zgodnjega 16. stoletja, čeprav so njene barve sčasoma zamegljene in zdaj ostajajo le sledi zlata, rumene, modre in rdeče barve, je še vedno lahko videti, da bi bila svetla in barvita, ko je bilo prvič izdelana. Niša je ob prižnici, na precej temnem in slabo vidnem mestu, saj je zaradi niše in lege ob ladji lahko dostopna, kar bi bila pomembna posebnost zaradi statusa relikviarija.
Druga zgodovinsko pomembna osebnost, pokopana v stolnici v Turkuju, je soproga kraljica Karin Månsdotter (1550–1612). Kratko obdobje je bila švedska kraljica skupaj z Erikom XIV., vendar je več desetletij svojega življenja preživela v današnji Finski. Po njeni smrti leta 1612 je bila pokopana pod tlemi kapele Tott na južni strani stolnice. Najprej je bila pokopana v družini Tott Chapel Tott. V 1860-ih je Spominski odbor dvignil njene posmrtne ostanke iz grobnice in jih prestavil v kapelo Kankas, v kateri zdaj prebiva v sarkofagu iz črnega marmorja, okrašenem s krono, ki počiva na zlati blazini. Sama kapela je okrašena v 19. stoletju po velikem požaru v Turkuju leta 1827.
Do konca srednjega veka je bilo skupaj 42 stranskih kapel. Strešne oboke so prav tako dvignili v drugi polovici 15. stoletja na današnjo višino 24 metrov. Tako je do začetka novega veka cerkev približno dobila današnjo podobo. Večji poznejši dodatek k stolnici je stolp, ki je bil zaradi ponavljajočih se požarov večkrat prezidan. Največjo škodo je povzročil veliki požar v Turkuju leta 1827, ko je bil uničen večji del mesta, skupaj z notranjostjo stolpa in ladje ter staro streho stolpa. Trenutni zvonik stolpa, zgrajen po velikem požaru, doseže višino 101 metra nad morsko gladino in je viden na precejšnji razdalji kot simbol tako stolnice kot samega mesta Turku.
Med reformacijo je stolnico prevzela Luteranska cerkev Finske (Švedska). Večina sedanje notranjosti izvira iz obnove, izvedene v 1830-ih, po velikem požaru. Oltarno sliko, ki prikazuje Jezusovo spremenjenje, je leta 1836 naslikal švedski umetnik Fredrik Westin. Retabel za velikim oltarjem in prižnica na križišču prav tako izvirata iz 1830-ih in ju je zasnoval nemški arhitekt Carl Ludvig Engel, ki je na Finskem znan po številnih drugih zelo cenjenih delih. Stene in streha v koru so okrašene s freskami v romantičnem slogu dvornega slikarja Roberta Wilhelma Ekmana, ki prikazujejo dogodke iz Jezusovega življenja in dva ključna dogodka v zgodovini finske Cerkve: krst prvega finskega kristjana škofa Henrika ob izviru pri Kupittai in predstavitev prvega finskega prevoda Nove zaveze kralju Gustavu Vasi s strani reformatorja Michaela Agricole.
V stolnici je troje orgel. Sedanje glavne orgle je zgradil Veikko Virtanen Oy iz Espooja na Finskem leta 1980 in imajo 81 registrov z mehanskim delovanjem.

## Materiali cerkve
Prva cerkev na lokaciji je bila narejena iz lesa, vendar v srednjem veku uporaba lesa kot gradbenega materiala v mestih ni bila priporočljiva kot način preprečevanja požarov v celotnem mestu. Začetni deli sedanje cerkve so bili zgrajeni iz sivega kamna in glinenih opek, čeprav je bila proizvodnja opeke na Finskem takrat precej omejena in so opeko uporabljali predvsem samo za cerkvene stavbe. Nenavadno je, da so opeko prevažali na dolge razdalje, zato se domneva, da so bila mesta za proizvodnjo opeke na splošno zgrajena v bližini glavnega gradbišča. Najdeni so pisni zapisi, ki omenjajo glinokop v bližini stolnice, ki je bil v lasti lokalnega dominikanskega reda. Treba je opozoriti, da so številne druge cerkve, ki so danes ostale iz srednjeveškega obdobja, v glavnem zidane iz kamna in lesa, uporaba opeke pa je bila izjemno zožena na kraje, kjer so imeli možnost izdelave opeke na mestu ali v bližini. Oblikovanje kamna je bilo v 14. stoletju na Finskem še nerazvito in čeprav so ga uporabljali za nekatere cerkve in kleti, ni bilo praktično za podrobnejšo uporabo.

## Galerija
- Pogled na stolnico iz hriba Vartiovuori
- Notranjost
- Oltar
- Glavne orgle
- Grobnica in nagrobni spomenik Katarine Månsdotter, kraljice Švedske
- Votivna ladja
- Ilustracija v Finskem framstäldt i teckningar, ki jo je uredil Zacharias Topelius in izdal 1845-1852.

## Zunanje povrzave
- Uradno spletno mesto
- Virtual Turku – sound and images from the cathedral
- Medieval Turku
- Turku Cathedral – photos
- Turku church organs